# 湯瑪斯·巴特尼克
湯瑪斯·巴特尼克（Tomasz Bartnik，1990年1月15日—），是一名波蘭射擊運動員，曾獲得2018年世界射擊錦標賽男子50公尺步槍三姿冠軍。

## 外部連結
- ISSF （页面存档备份，存于）